# 소에카미군

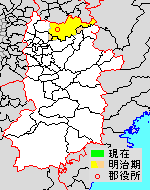
나라현 소에카미군의 범위 (연노랑: 후에 다른 군에 편입된 구역)

소에카미군(添上郡, そえかみぐん)은 나라현(야마토국)에 있던 군이다.

## 군역
1880년 행정 구역으로 발족 당시의 군역은 아래 구역에 해당한다.
- 나라시의 일부
- 야마토코리야마시의 일부
- 덴리시의 일부
- 야마베군 야마조에촌의 일부

## 역사

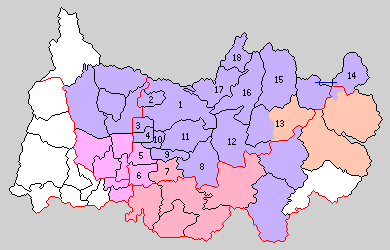
1.나라정 2.사호촌 3.다이안지촌 4.다쓰이치촌 5.헤이와촌 6.하루미치촌 7.이치노모토촌 8.고카다니촌 9.오비토케촌 10.메이지촌 11.도이치촌 12.다와라촌 13.히가시야마촌 14.쓰키세촌 15.야규촌 16.오야규촌 17.히가시사토촌 18.사가와촌 (보라: 나라시 분홍: 야마토코리마시 빨강: 덴리시 주황: 야마베군 야마조에촌)

- 1889년 4월 1일 - 정촌제 시행으로, 아래의 정촌이 발족. 따로 표기한 경우 이외엔 현 나라시.(1정 17촌)
  - 나라정(奈良町)
  - 사호촌(佐保村)
  - 다이안지촌(大安寺村)
  - 다쓰이치촌(辰市村)
  - 헤이와촌(平和村): 현 야마토코리야마시
  - 하루미치촌(治道村): 현 야마토코리야마시
  - 이치노모토촌(櫟本村): 현 덴리시
  - 고카다니촌(五ヶ谷村)
  - 오비토케촌(帯解村)
  - 메이지촌(明治村)
  - 도이치촌(東市村)
  - 다와라촌(田原村)
  - 히가시야마촌(東山村): 현 야마베군 야마조에촌
  - 쓰키세촌(月瀬村)
  - 야규촌(柳生村)
  - 오야규촌(大柳生村)
  - 히가시사토촌(東里村)
  - 사가와촌(狭川村)
- 1894년 9월 7일 - 이치노모토촌이 정제 시행으로 이치노모토정(櫟本町)이 됨.(2정 16촌)
- 1897년 9월 28일 - 쓰키세촌이 야마베군 하타노촌의 일부를 편입.
- 1898년 2월 1일 - 나라정이 시제 시행으로 나라시(奈良市)가 됨.(1정 16촌)
- 1923년 4월 1일 - 사호촌이 나라시에 편입.(1정 15촌)
- 1927년 11월 3일 - 오비토케촌이 정제 시행으로 오비토케정(帯解町)이 됨.(2정 14촌)
- 1939년 4월 1일 - 도이치촌의 일부가 나라시에 편입.
- 1951년 3월 15일 - 다이안지촌·도이치촌이 나라시에 편입.(2정 12촌)
- 1953년 12월 10일 - 헤이와촌·하루미치촌이 이코마군 고리야마정에 편입.(2정 10촌)
- 1954년 1월 1일 - 이치노모토정이 야마베군 단바이치정·아사와촌·후쿠스미촌·니카이도촌·시키군 야나기모토정과 합병하여 덴리시(天理市)가 발족, 군에서 이탈.(1정 10촌)
- 1955년 3월 15일 - 다쓰이치촌·고카다니촌·오비토케정·메이지촌이 나라시에 편입.(7촌)
- 1956년 9월 30일 - 히가시야마촌이 야마베군 하타노촌·도요하라촌과 합병하여 야마베군 야마조에촌이 발족.(6촌)
- 1957년
  - 8월 31일 - 다와라촌이 야마베군 야마조에촌의 일부를 편입.
  - 9월 1일 - 다와라촌·야규촌·오야규촌·히가시사토촌·사가와촌이 나라시에 편입.(1촌)
- 1968년 1월 1일 - 쓰키세촌이 개칭하여 쓰키가세촌(月ヶ瀬村)이 됨.
- 2005년 4월 1일 - 쓰키가세촌이 나라시에 편입. 같은 날 소에카미군은 폐지됨.